# Pechofen

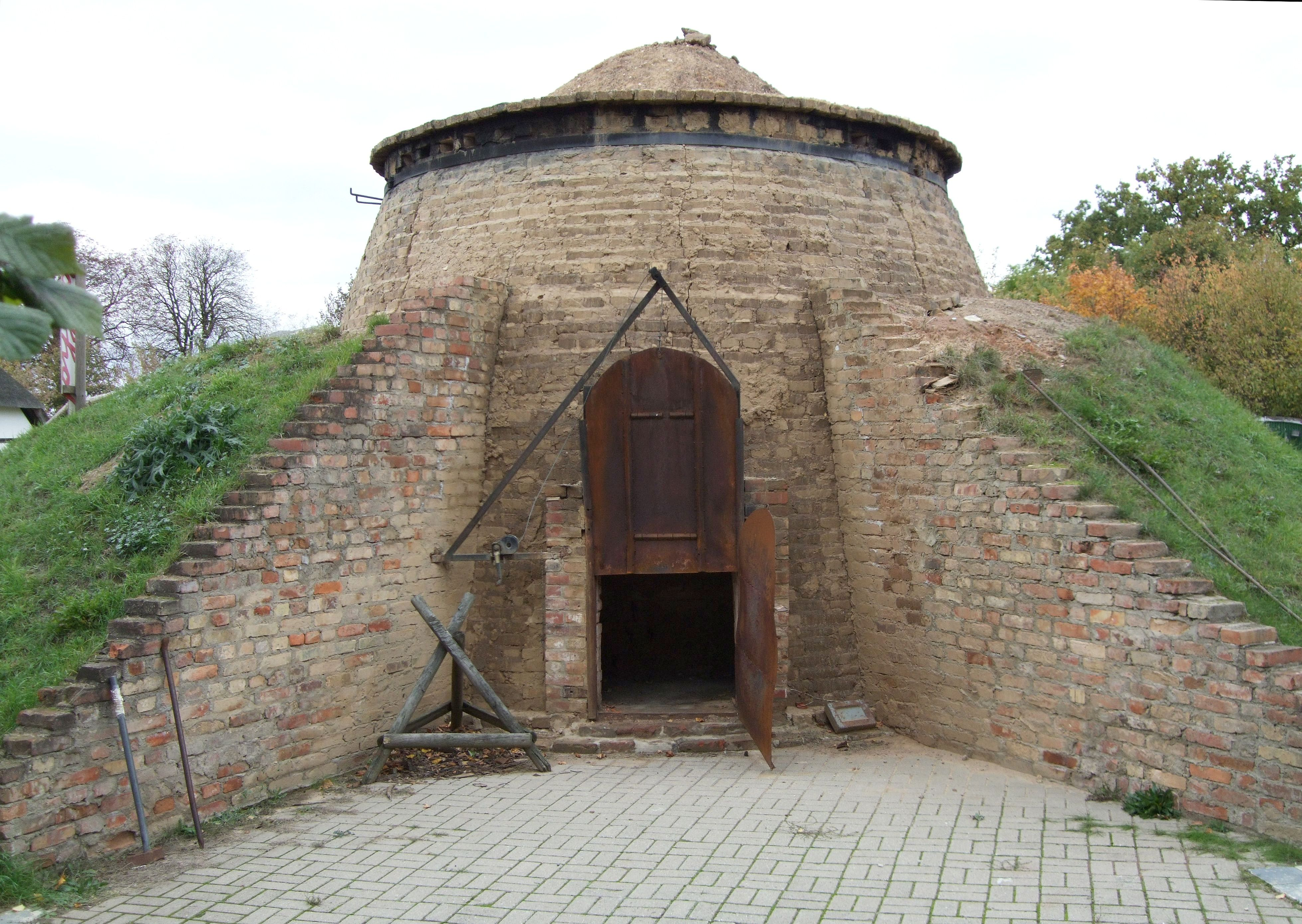
Teerofen zur Holzverschwelung, Seite der Heizungsöffnung

Der Teerbrenner, Stich von J.W. Meil

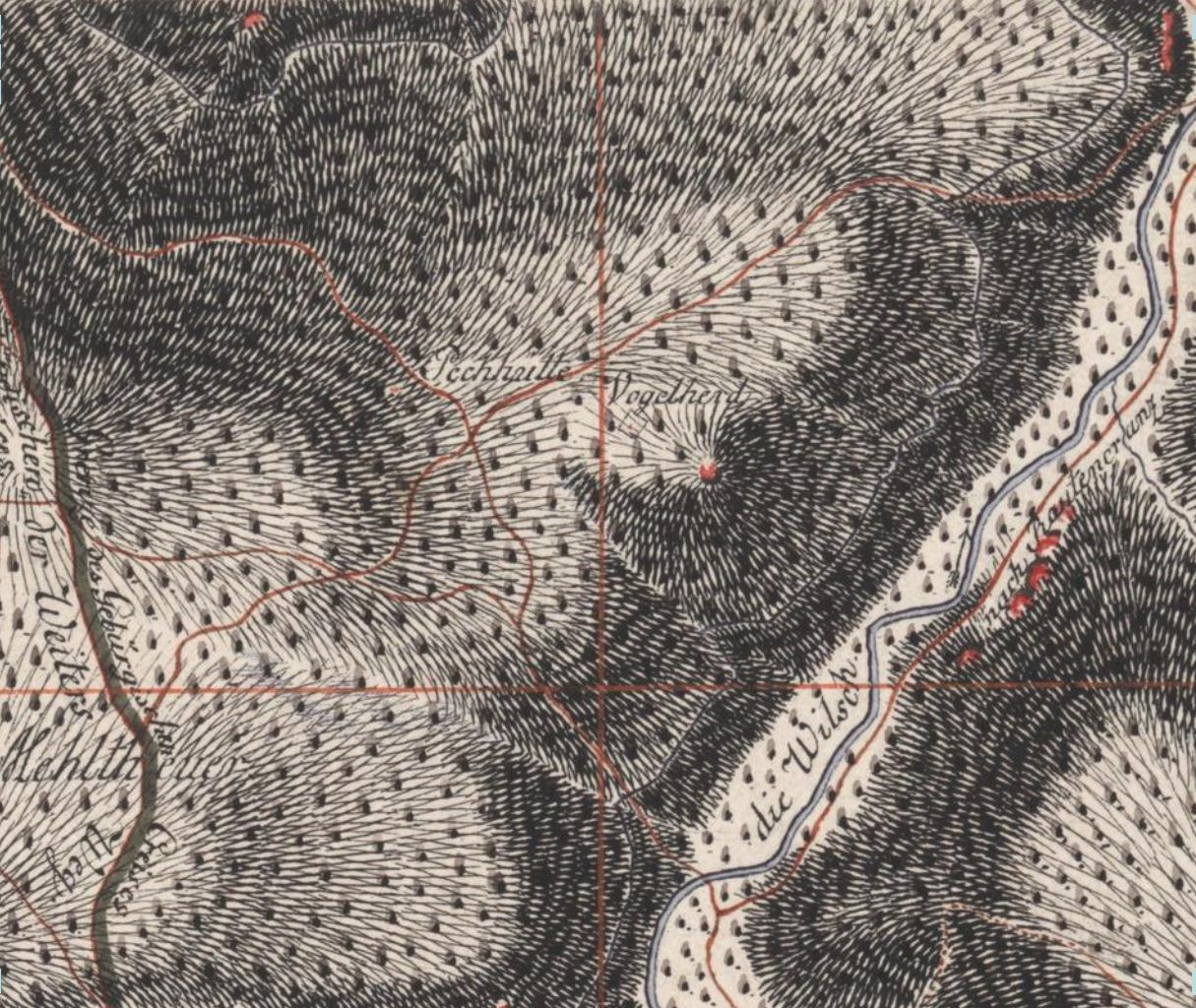
Eine Pechhütte im Erzgebirge, Sächsische Meilenblätter von 1791 (Ausschnitt)

Ein Pechofen (auch Teerofen oder Schmeerofen) ist eine Anlage zur Herstellung von Holzteer und Holzessig, die bei einem Verschwelen von harzhaltigem Holz entstehen.
Die Anlagen wurden auch Pechhütten genannt. Johann Christoph Adelung beschreibt sie so: eine Hütte oder ein Gebäude, in einem Walde, in welchem das Harz zu Pech gebrannt wird. Einen Pechofen verortet Adelung in einer Pechhütte: ein viereckiger Ofen in der Pechhütte, in welchem das Harz in besondern Töpfen zu Pech gebrannt wird.
Im Inneren eines doppelwandigen Kuppelofens wird Holz aufgestapelt und bei geringer Luftzufuhr verschwelt. Die Temperaturen erreichen bis zu 400 °C, die Schweldauer beträgt etwa 21 Tage. Die frei werdenden Gase werden in einer äußeren Hülle niedergeschlagen und das Kondensat unterhalb der Holzfüllung in einer um den Ofen laufenden Blech- oder Steinwanne zwischen den Wänden aufgefangen und nach außen geleitet.
Neben Teer, Pech und Essig entsteht in einem Pechofen auch Holzkohle.
Das Betreiben von Pechöfen, also einer Anlage zur Herstellung von Teer und Pech, war im Mittelalter neben dem Köhlerhandwerk ein typisches Holzlandgewerbe. Kleinere Mengen wurden mit Pechölsteinen direkt vor Ort im Wald verarbeitet.